# Murramarang-Nationalpark
Der Murramarang-Nationalpark ist ein Nationalpark im Südosten des australischen Bundesstaates New South Wales, 206 Kilometer südlich von Sydney. Er folgt der Küstenlinie von Long Beach bei Batemans Bay nördlich bis Merry Beach bei Ulladulla. Der Nationalpark wird von den drei Staatsforsten Kiola, South Brooman und Benanderrah umgeben.

## Zugang
Neben dem Princes Highway, der an den Park im Westen begrenzt, gibt es verschiedene Eingänge. Die beiden Haupteingänge liegen im Norden bei Bawly Point und Merry Beach und im südlichen Bereich bei Pebbly Beach und Durras North. Die Straßen im Park sind alle unbefestigt.

## Pebbly Beach
Pebbly Beach ist eine der wichtigsten Sehenswürdigkeiten im Park. Der Sandstrand liegt zwischen zwei Kaps in der Mitte des Parks und eignet sich gut zum Schwimmen und Surfen. Landeinwärts liegt hügliges Grasland, dass dann in Waldland übergeht.

### Sehenswürdigkeiten
- Kängurus grasen in der Nähe des Strandes. Die Vogelwelt, besonders die Papageien, ist sehenswert. Goanna-Warane leben in der Gegend.
- Wanderungen und Tauchgänge entlang der Kaps
- Gezeitenpools

### Freizeitangebote
- Ein Zeltplatz liegt gleich hinter dem Strand.